# AMD Wraith

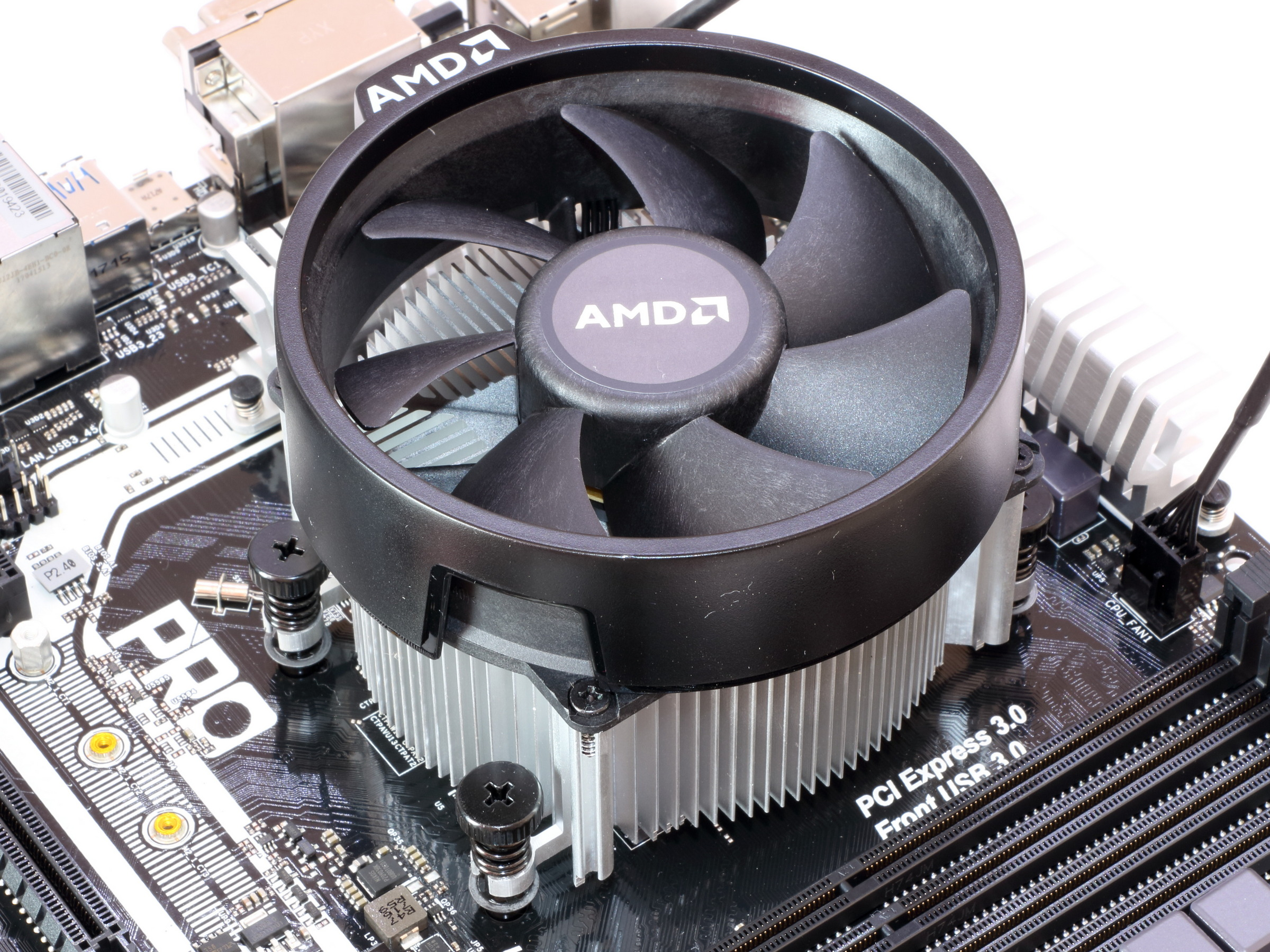
Disipador de CPU AMD Wraith Spire (incluido con Ryzen 5 1600)

AMD Wraith es una línea de disipadores de calor para procesadores diseñada por AMD. La línea se ha estado expandiendo hasta un total de cuatro disipadores, variando en su capacidad de enfriamiento y características de iluminación (RGB), y se incluyen con todos los procesadores diseñados para el  zócalo AM4 de AMD (a excepción de las versiones OEM y WOF).

## Modelos
El AMD Wraith original estuvo incluido con ciertos procesadores AMD FX y contaba con una base de cobre y cuatro tubos de calor (heatpipes).
Los modelos Wraith actuales son:
- Wraith Stealth - El producto más básico. Peso: 317 gramos.
- Wraith Spire - Ofrecido en dos variantes, una con y una sin un anillo RGB LED programable. Peso: 372 gramos.
- Wraith Prism - Producto tope de la línea de disipadores de calor. Cuenta con una base de cobre, tubos de calor y luz RGB programable. Peso: 580 gramos.
- Wraith Max - Sólo disponible en el mercado de accesorios de procesadores. Cuenta con una base de cobre, tubos de calor y luz RGB programable.